# 미포초등학교
미포초등학교는 대한민국 울산광역시 동구에 있는 초등학교다.

## 학교 연혁
- 1982.07.14 미포국민학교 설립인가
- 1985.03.01 개교 (24학급 1,250명)
- 1985.05.09 교사 준공(교실 25, 특별실 3, 관리실 6)
- 1986.03.01 미포국민학교 병설유치원 설립 인가(1학급)
- 1991.03.01명덕국민학교 분리
- 1991.11.27 울산교육청지정 진로교육 시범학교 운영보고
- 1996.03.01 미포초등학교로 교명 개칭
- 1997.04.01 학교급식 개시
- 2001.03.01 울산광역시교육청 환경교육 연구학교 지정
- 2005.04.01 Eco-School 울산광역시교육청 시범학교 지정
- 2008.04.14 교육과학기술부 지정 아토피·천식 예방연구학교 운영(2년)
- 2010.03.01 울산광역시교육청 지정 학력향상 정책연구학교 지정(2년)
- 2010.03.01 학력향상형 창의경영 정책연구학교 운영(2년)
- 2013.03.01 교과부 지정 생활지도 시범학교 지정(1년)
- 2013.03.01 특수학급 신설(1학급)
- 2013.09.01 제17대 김재식 교장선생님 취임
- 2014.02.20 제29회 졸업식(졸업생수 5,321명)
- 2015.03.01 25(1) 학급 편성(628명)